# Ádám Kovácsik
Ádám Gergely Kovácsik (Budapest, 4 aprile 1991) è un calciatore ungherese, portiere del Paks.

## Caratteristiche tecniche
È un portiere reattivo tra i pali e abile nelle uscite, nonché un ottimo para-rigori (ha neutralizzato, a livello professionistico, il 43% di quelli subiti).

## Carriera
Dopo essere cresciuto, in patria, nei settori giovanili dell'Honvéd e del Ferencváros, nell'estate del 2007 si trasferisce alla Reggina, con cui colleziona 50 presenze in tre stagioni con la formazione Primavera. Debutta con la prima squadra del club calabrese il 30 maggio 2010, nella partita vinta per 3-1 contro l'AlbinoLeffe (ultimo turno di campionato), subentrando all'89º a Pietro Marino. Nella stagione successiva è la riserva di Christian Puggioni - gioca solamente i due incontri di Coppa Italia contro Frosinone e Fiorentina, mentre nel campionato seguente è titolare in undici partite (tra cui quella vinta per 0-3 a Brescia, in cui para due rigori alla formazione di casa) prima di essere ceduto a titolo temporaneo, il 26 gennaio 2012, al Foligno.
Dopo aver trascorso una stagione al Pavia, il 12 luglio 2013 passa in prestito con diritto di riscatto della metà del cartellino al Carpi, tornando così a giocare in Serie B. Ritorna a Reggio Calabria per il campionato successivo, dove, a partire da girone di ritorno, si gioca il posto da titolare con Emanuele Belardi; in seguito alla retrocessione in Serie D dopo il fallimento della società, nel mercato estivo torna, a distanza di otto anni, in Ungheria, venendo ingaggiato con un quinquennale dal Videoton.

## Statistiche

### Presenze e reti nei club
Statistiche aggiornate al 21 giugno 2021.
| Stagione        | Squadra         | Campionato      | Campionato | Campionato | Coppe nazionali | Coppe nazionali | Coppe nazionali | Coppe continentali | Coppe continentali | Coppe continentali | Altre coppe | Altre coppe | Altre coppe | Totale | Totale |
| Stagione        | Squadra         | Comp            | Pres       | Reti       | Comp            | Pres            | Reti            | Comp               | Pres               | Reti               | Comp        | Pres        | Reti        | Pres   | Reti   |
| --------------- | --------------- | --------------- | ---------- | ---------- | --------------- | --------------- | --------------- | ------------------ | ------------------ | ------------------ | ----------- | ----------- | ----------- | ------ | ------ |
| 2009-2010       | Reggina         | B               | 1          | 0          | CI              | -               | -               | -                  | -                  | -                  | -           | -           | -           | 1      | 0      |
| 2010-2011       | Reggina         | B               | 0          | 0          | CI              | 2               | -5              | -                  | -                  | -                  | -           | -           | -           | 2      | -5     |
| 2011-gen. 2012  | Reggina         | B               | 11         | -14        | CI              | 1               | -2              | -                  | -                  | -                  | -           | -           | -           | 12     | -16    |
| gen.-giu. 2012  | Foligno         | 1D              | 11         | -15        | CI-LP           | -               | -               | -                  | -                  | -                  | -           | -           | -           | 11     | -15    |
| 2012-2013       | Pavia           | 1D              | 27         | -29        | CI-LP           | 1               | -1              | -                  | -                  | -                  | -           | -           | -           | 28     | -30    |
| 2013-2014       | Carpi           | B               | 18         | -18        | CI              | 1               | -1              | -                  | -                  | -                  | -           | -           | -           | 19     | -19    |
| 2014-2015       | Reggina         | LP              | 28         | -39        | CI+CI-LP        | 1+0             | -1 + -0         | -                  | -                  | -                  | -           | -           | -           | 29     | -40    |
| Totale Reggina  | Totale Reggina  | Totale Reggina  | 40         | -53        |                 | 4               | -8              |                    | -                  | -                  |             | -           | -           | 44     | -61    |
| 2015-2016       | Videoton        | NBI             | 7          | -8         | MK              | 1               | -1              | UEL                | -                  | -                  | -           | -           | -           | 8      | -9     |
| 2016-2017       | Videoton        | NBI             | 33         | -28        | MK              | 0               | 0               | UEL                | 6                  | -5                 | -           | -           | -           | 39     | -33    |
| 2017-2018       | Videoton        | NBI             | 32         | -26        | MK              | 0               | 0               | UEL                | 8                  | -10                | -           | -           | -           | 40     | -36    |
| 2018-2019       | MOL Vidi        | NBI             | 30         | -32        | MK              | 5               | -1              | UCL+UEL            | 8+4                | -6+-4              | -           | -           | -           | 47     | -44    |
| 2019-2020       | Fehérvár        | NBI             | 32         | -28        | MK              | 7               | -7              | UEL                | 4                  | -3                 | -           | -           | -           | 43     | -38    |
| 2020-2021       | Fehérvár        | NBI             | 4          | -5         | MK              | 1               | 0               | UEL                | 4                  | -4                 | -           | -           | -           | 9      | -9     |
| Totale Videoton | Totale Videoton | Totale Videoton | 138        | -127       |                 | 14              | -10             |                    | 34                 | -32                |             | -           | -           | 186    | -169   |
| Totale carriera | Totale carriera | Totale carriera | 233        | -242       |                 | 19              | -19             |                    | 34                 | -32                |             | -           | -           | 286    | -293   |

### Cronologia presenze e reti in nazionale
| Cronologia completa delle presenze e delle reti in nazionale ― Ungheria | Cronologia completa delle presenze e delle reti in nazionale ― Ungheria | Cronologia completa delle presenze e delle reti in nazionale ― Ungheria | Cronologia completa delle presenze e delle reti in nazionale ― Ungheria | Cronologia completa delle presenze e delle reti in nazionale ― Ungheria | Cronologia completa delle presenze e delle reti in nazionale ― Ungheria | Cronologia completa delle presenze e delle reti in nazionale ― Ungheria | Cronologia completa delle presenze e delle reti in nazionale ― Ungheria |
| Data                                                                    | Città                                                                   | In casa                                                                 | Risultato                                                               | Ospiti                                                                  | Competizione                                                            | Reti                                                                    | Note                                                                    |
| ----------------------------------------------------------------------- | ----------------------------------------------------------------------- | ----------------------------------------------------------------------- | ----------------------------------------------------------------------- | ----------------------------------------------------------------------- | ----------------------------------------------------------------------- | ----------------------------------------------------------------------- | ----------------------------------------------------------------------- |
| 9-11-2017                                                               | Lussemburgo                                                             | Lussemburgo                                                             | 2 – 1                                                                   | Ungheria                                                                | Amichevole                                                              | -                                                                       |                                                                         |
| Totale                                                                  |                                                                         | Presenze                                                                | 1                                                                       |                                                                         | Reti                                                                    | -2                                                                      |                                                                         |

## Palmarès

### Club

#### Competizioni nazionali
- Campionato ungherese: 1

Videoton: 2017-2018
- Coppa d'Ungheria: 2

MOL Vidi: 2018-2019
Paks: 2024-2025

### Individuale
- Tibor Simon Award: 1

2006